# Bulevardul (Amman)
Bulevardul este o  investiție de 300 de milioane de dolari care se află în Proiectul Abdali în Amman, Iordania. Se compune dintr-o bandă pietonală înconjurată de douăsprezece clădiri cu 6 etaje. Inaugurat în 2014 de regele  Regele Abdullah al II-lea însoțit de Regina Rania.

## Descriere
Dezvoltarea constă dintr-o bandă pietonală înconjurată de douăsprezece clădiri cu 6 etaje; dintre care 4 sunt birouri și 8 sunt rezidențiale. 398 de garsoniere și apartamente din clădiri rezidențiale sunt administrate de Rotana Arjaan. Unitățile de vânzare cu amănuntul și restaurantele sunt situate la nivelul solului, în timp ce acoperișurile sunt dedicate cluburilor și restaurantelor.